# Jens Ringsmose
Jens Ringsmose (født 6. februar 1973 i Glostrup) er en dansk cand.mag. og ph.d., der siden november 2021 har været rektor for Syddansk Universitet.
Ringsmose, der er opvokset i Tønder, er uddannet cand.mag. i historie fra Syddansk Universitet i 2002 og ph.d. i international politik fra samme sted i 2007. Han kom derefter til Dansk Institut for Militære Studier som underviser og forsker, men vendte tilbage til SDU, hvor han blev tilknyttet Institut for Statskundskab. Her blev han i 2014 institutleder. 
I 2016 rykkede han til Forsvarsakademiet og en stilling som institutchef for Institut for Militære Operationer. Han vendte dog i 2019 tilbage til SDU som dekan for Det Samfundsvidenskabelige Fakultet. Da stillingen som universitetets rektor blev ledig i 2021, fik han den. 
Privat er han bosiddende i Odense.